# Débora Nascimento

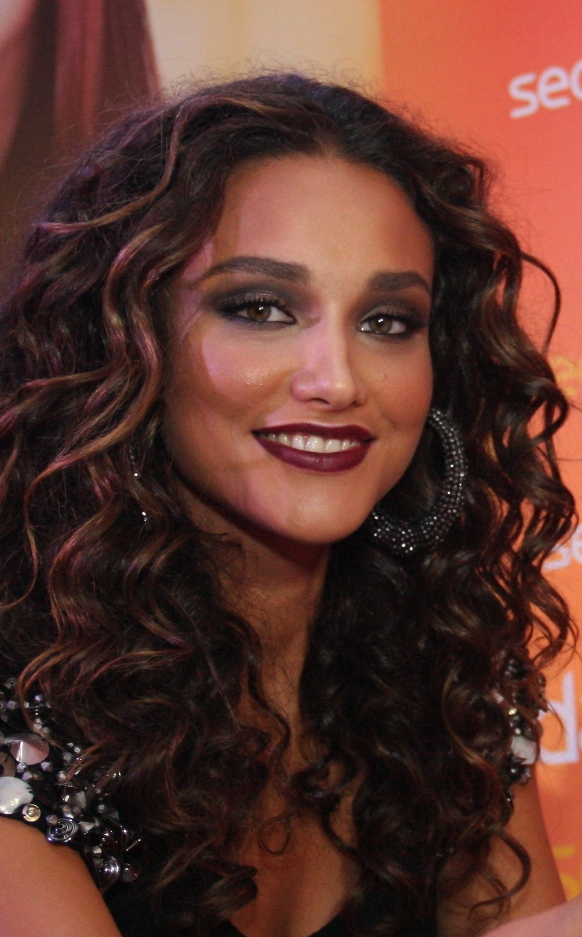
Débora Nascimento

Débora Nascimento (sinh ngày 16 tháng 6 năm 1985) là một nữ diễn viên người Brasil và là người mẫu.

## Tiểu sử
Nascimento sinh ra ở Suzano, São Paulo. Mẹ cô có nguồn gốc người Ý và người gốc Brasil, trong khi cha cô là người da đen.

## Sự nghiệp
Débora Nascimento bắt đầu sự nghiệp diễn xuất của mình trong phim với tư cách là nhân vật chính của bộ phim ngắn Cérbero, do đạo diễn Gastão Coimbra sản xuất; và trên truyền hình, trong telenovela Paraíso Tropical, với vai diễn Elisa. Vẻ đẹp tự nhiên của cô đã thu hút sự chú ý và điều này đã giúp cô có được một vai diễn trong phim The Incredible Hulk ở Bắc Mỹ. 
Trong năm 2008, Débora Nascimento đã  tham gia một buổi chụp hình gợi cảm cho tạp chí, UM (Universo Masculino). Năm 2009, cùng với nữ diễn viên Grazi Massafera, cô đóng vai chính trong một chiến dịch quảng cáo cho L'Oréal Paris.
Năm 2012, cô xuất hiện trong tiểu thuyết Avenida Brasil với vai diễn là nhân vật Tessália. Trong năm 2013, cô trở lại chương trình truyền hình với vai diễn Taís, trong telenovela Flor do Caribe.

## Đời tư
Nascimento đã kết hôn được 3 năm với doanh nhân Arthur Rangel. Họ ly thân vào tháng 8 năm 2012. Ngay sau đó, cô bắt đầu hẹn hò với bạn diễn đồng hành từ Avenida Brasil, José Loreto. Họ đã công bố mối quan hệ của họ trên chương trình Domingão do Faustão. Con gái của họ, Bella, được sinh ra vào tháng 4 năm 2018.